# BeForU
BeForU — женская японская группа, исполнявшая свои песни для игр Bemani. Группа BeForU дебютировала в 2000 году с их песней «DIVE», которая была стала первой песней в стиле j-pop на автомате из серий Dance Dance Revolution. Эту группу продюсировал Наоки Маэда, один из ведущих музыкантов Bemani. В 2006 году группа дебютировала совместно с Avex tracks. 21 Ноября 2008 года все песни BeForU, существовавшие в игре Beatmania IIDX были удалены с выходом версии IIDX 16 EMPRESS и в дальнейшем, 26 декабря 2008 года, и из игры Dance Dance Revolution X. Сольные работы этой группы были так же удалены. Например: песни LOVE♥SHINE уже не было в Beatmania IIDX 17: SIRIUS, а песни Love Sugar — в Pop'n Music 17: The Movie. Однако, некоторые песни были возвращены в игре Dance Dance Revolution X2

## Начало BeForU
Группа BeForU образовалась в результате кастинга на новую J-Pop группу для серии игр для Bemani: Dance Dance Revolution. 4 Финалистки были выбраны за талант, амбиции и за огромное желание. Ими стали: Рию Косака — 15 лет, Нория Сираиси — 19 лет, Йома Комацу — 26 лет и Сиюна Маэхара в возрасте 21 лет.
«BeForU» — игра слов, которая стала нынешним названием группы. Название группы хорошо подходила для песни «B4U» из 4th mix и для фразы «before you».
В игре DDR -Max- 6th Mix вышла еще одна песня группы: Firefly, вместе с этим, первый сингл Рию true…
К выходу DDR -Max 2- 7th mix, Сиюна была единственной, кто ни разу не получила сольную песню во всех Bemani играх. Песня BRE∀K DOWN! была выпущена как групповая песня, которая в будущем была заново спета в новом составе для DrumMania и Guitar Freaks. Йома начала свою сольную карьеру с песней ever snow, единственным соло в Bemani-игре.
28 Ноября 2003 года BeForU выпустили свой одноименный альбом. Рию выпустила свой первый сольный альбом Begin в июне 2004 года, песни которого были использованы практически во всех бемани-играх. В начале 2004 года Сиюна покинула группу, чтобы создать новые и новые группы.

## Новое начало BeForU NEXT
После ухода Сиюны в 2004 году, BeForU устроили новый кастинг для набора 2 участников. Выбор был достаточно сложным, чтобы выбрать 2 участников, и поэтому великая пятерка стала шестеркой. Новыми членами группы стали: Михару Арисава, Саяка Минами и Риса(Лиза) Сотохана. Эти девушки сформировали новое поколение BeForU, которое станет известным как BeForU NEXT. (Звание BeForU NEXT относится исключительно к Арисава, Минами и Сотохана).
Новый коллектив BeForU дебютировал с синглом KI・SE・KI(с яп. чудо). Эта песня вышла в качестве диска и прилагалась к DDR Festival, которые вышли одновременно в один день. Этот диск содержал видео-обращение (комментарии к песне KI・SE・KI) Наоки Маэды (основателя, продюсера группы), а также игра девочек на DDR (в основном Рисы и Нории), и игру на том же аппарате Рию на своей песне Himawari (с яп. подсолнух).
В 2006 году BeForU выпустили новый альбом BeForU II и, того же года впервые, исполнили концерт, который вышел на DVD как BeForU FIRST LIVE at ZeppTokyo 2006. Рию, Нория и Йома сформировали свою группу, похожую на BeForU NEXT — BeForU Orimen. В 2006 и в 2007 году они исполнили песню チ・カ・ラ (Chikara Сила).
После этого, никаких дисков группы не выпускались. После тайного концерта Рию и Нории, который раскрыл тот факт, что они пели в компании avex tracks и каждая выпустила по своему синглу. В ноябре 2006 года, группа BeForU выпустила очередной сингл Red Rocket Rising.
22 декабря 2006 года был выпущен еще один синг Get set GO!! 〜BeForU Astronauts Set〜, содержащий песню Get Set GO!!. В январе 2007 года последовал еще один сингл Strike Party!!!. Песня Strike Party!!! стала песней в конце эпизодов аниме MAJOR.
BeForU также выпустили мини-альбом 3 марта под названием 6Notes. Это альбом был выпущен под лейблом Be+Wings Records. Все 6 песен были выполнены отдельно, каждой участницей группы. Этот диск был доступен только на концертах и на сайте BeForU до 29 февраля 2008 года.
Третий альбом группы BeForU: BeForU III: Breaking Into the Probability Changes Был выпущен 14 марта 2007 года под лейблом avex tracks. С этим альбомом BeForU выступили с очередным концертом в Токио, который позже был выпущен на DVD.
Следующим синглом группы стал Yoru Hanabi (夜花火 ночной фейерверк). После чего у группы был большой перерыв в 2007 году, однако Рию продолжала сольную карьеру.
12 декабря 2007 года Рию в своём блоге написала, что в связи с болезнью Михару пришлось покинуть группу. Йома тоже решила покинуть группу из-за личных причин. Их уход стал неожиданным и очень заметным в группе. Они не смогли участвовать в концерте 30 декабря, и песню Graduation пришлось спеть Рисе и Нории. Обе хотели продолжить сольные карьеры.

## Третье поколение
15 февраля 2008 года Be+Wings объявили кастинг в котором будут выбраны 3 новых члена группы. Членами новой группы стали: Аяно Татибана, Хироми Носиути и Мигуми Фукисита. Новая песня была объявлена на Карнавале Рию и была исполнена без участия Саяки, в связи болезни. Саяка объявила, что больше не сможет репетировать вместе с группой и ей пришлось покинуть группу.
Новый состав дебютировал на сольном концерте Рию и был выпущен на DVD как BeForU / Four Piece Riyu Kosaka / Live 2008. Первый сингл был выпущен в сентябре 2008 года, но не под лейблом avex tracks. Этот Сингл Shangri-La стал новой версией на песню группы Denki Groove и был очень популярен. Их альбом так же был назван シャングリラ (Shangri-La), но написан катаканой, был выпущен 8 октября 2008 года. С 2009 года никаких новостей о группе, а также о новых синглах не было до сих пор.

## Члены группы
BeForU (основные члены группы):
- Yoma Komatsu (小松代真) (Ёма Комацу)(покинула группу в 2007)
- Noria Shiraishi (白石紀亜) (Нориа Сираиси) — известна как Noria (покинула группу в 2007 году)
- Riyu Kosaka (小坂りゆ) (Рию Косака)
- Shiyuna Maehara (前原しゆな) (Сиюна Маэхара) — основатель группы (покинула группу в 2004 году)

BeForU NEXT (замена Сиюны)
- Risa Sotohana (外花りさ) (Риса Сотохана) — так же известна как Лиза (из-за того, что в японском нет «Л») (покинула группу в 2007 году)
- Miharu Arisawa (有沢みはる) (Михару Арисава) (покинула группу в 2007)
- Sayaka Minami (南さやか) (Саяка Минами) (покинула группу в 2008 году)

Новый состав группы, образовавшийся в 2008 году:
- Ayano Tachibana (立花彩野) (Аяно Татибана)
- Hiromi Nishiuchi (西内裕美) (Хироми Нисиути)
- Megumi Fukushita (福下惠美) (Мэгуми Фукисита)

## Дискография BeForU
(включая сольные работы)
Альбомы
- BeForU (28 ноября 2003 года)
- BeForU II (14 февраля 2006 года)
- BeForU III (14 марта 2007 года)

Мини-Альбомы
- 6Notes (3 марта 2007 года)

Синглы
- KI・SE・KI (2003 год)
- Red Rocket Rising (1 ноября 2006 года)
- Get set GO!! 〜BeForU Astronauts Set〜 (22 декабря 2006 года)
- Strike Party!!! (17 января 2007 года)
- 夜花火 (11 июля 2007 года)

Концерты/DVD релизы
- RIYU KOSAKA FIRST LIVE at O-EAST 2005 (20 мая 2005 года)
- BeForU FIRST LIVE at ZeppTokyo 2006 (26 мая 2006 года)
- Going Happy!!
- BeForU LIVE at ZEPPTOKYO 2007 (7 сентября 2007 года)
- Riyu’s Summer Vacation. (19 декабря 2007 года)

Сольные работы
- Синглы

true… (by Riyu Kosaka)(17 октября 2001 года) 

Riyu Kosaka & Noria Special CD-Box (18 октября 2006 года)

LOVE②くらっち (love kuracchi, love clutch) (by Noria Shiraishi) (18 октября 2006 года)

Yamato Nadeshiko (by Riyu Kosaka) (18 октября 2006 года)

Danzai no Hana: Guilty Sky (by Riyu Kosaka) (16 мая 2007 года)

Dober Man (by Riyu Kosaka) (11 июля 2007 года)

Platinum Smile (by Riyu Kosaka) (24 октября 2007)

ココロの跡 (kokoro no ato) (by Riyu Kosaka) (12 декабря 2007 года)
- Альбомы

Begin (by Riyu Kosaka) (11 Июня 2004 года)

Every Struggle (by Riyu Kosaka) (27 февраля 2007 года)
- Мини-Альбомы

Fall From the Cherry Tree (by Cosmos ~Sayaka Minami & Emi Minami~) (26 января 2007 года)

## Саундтреки
Dance Dance Revolution 4th Mix Original Soundtrack
- DIVE

Dance Dance Revolution 5th Mix Original Soundtrack
- DIVE

Фильм Васаби
- DIVE

DDRMAX Dance Dance Revolution 6th Mix Original Soundtrack
- true… ~Radio Edit~, Firefly, DIVE ~More Deep & Deeper Style~, true… ~Trance Sunrise Mix~, true…

DDRMAX2 Dance Dance Revolution 7th Mix Original Soundtrack
- ever snow, Candy♥, Dive to the Night, BRE∀K DOWN!!

Аниме
- Sky Girl’s Opening Theme ~Baby’s Tears/Kosaka Riyu~ & Original Soundtrack

## Другие работы
не вошедшие в альбомы
- BRE∀K DOWN! (Original Version)
- チカラ (Original Version)
- ever snow (as sung by Yoma)
- DIVE ~more deep and deeper style~
- Freedom (Original Version)
- GRADUATION ~それぞれの明日~ (Original Version)
- Under The Sky [in full in IIDX, as edited in DDR] (By Sayaka Minami from BeForU with platoniX (Tatsh & Junko Hirata) (Original Version)
- BLACK OUT (Original Version)
- Staff Roll [DDR EX OST] (full version of GRADUATION ~それぞれの明日~)